# Bahçe

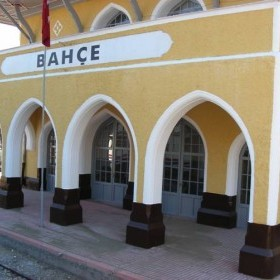
Ga Bahçe

Bahçe là một huyện thuộc tỉnh Osmaniye, Thổ Nhĩ Kỳ. Huyện có diện tích 183 km² và dân số thời điểm năm 2007 là 21175 người, mật độ 116 người/km².